# Ризинська сільська рада
Ри́зинська сільська́ ра́да — адміністративно-територіальна одиниця та орган місцевого самоврядування у Звенигородському районі Черкаської області. Адміністративний центр — село Ризине.

## Загальні відомості
- Населення ради: 1 093 особи (станом на 2001 рік)

## Населені пункти
Сільській раді підпорядковані населені пункти:
- с. Ризине

## Склад ради
Рада складається з 12 депутатів та голови.
- Голова ради: Яловенко Василь Саватыйович

### Керівний склад попередніх скликань
| Прізвище, ім'я, по батькові | Основні відомості                                                                       | Дата обрання | Дата звільнення |
| --------------------------- | --------------------------------------------------------------------------------------- | ------------ | --------------- |
| Яловенко Василь Саватійович | Сільський голова, 1963 року народження, член Народної партії                            | 26.03.2006   | 31.10.2010      |
| Яловенко Василь Саватыйович | Сільський голова, 1963 року народження, освіта середня спеціальна, член Народної партії | 31.10.2010   |                 |

Примітка: таблиця складена за даними сайту Верховної Ради України

### Депутати
За результатами місцевих виборів 2010 року депутатами ради стали:

#### За суб'єктами висування
| Суб'єкт висування | Кількість обраних депутатів | %   |
| ----------------- | --------------------------- | --- |
| Самовисування     | 12                          | 100 |

#### За округами
| № округу | Прізвище, ім'я, по батькові    | Дата визнання обраним | Освіта             | Партійна приналежність | Відомості про обраного депутата                                        |
| -------- | ------------------------------ | --------------------- | ------------------ | ---------------------- | ---------------------------------------------------------------------- |
| 1        | Усатюк Оксана Іванівна         | 05.11.2010            | середня спеціальна | позапартійна           | тимчасово не працює                                                    |
| 2        | Романенко Тетяна Михайлівна    | 05.11.2010            | середня спеціальна | позапартійна           | тимчасово не працює                                                    |
| 3        | Новосельська Оксана Миколаївна | 05.11.2010            | середня спеціальна | позапартійна           | Ризинська сільська рада, секретар                                      |
| 4        | Бойко Валентина Василівна      | 05.11.2010            | середня спеціальна | позапартійна           | Ризинська загальноосвітня школа, заступник директора з виховної роботи |
| 5        | Булкот Олександр Петрович      | 05.11.2010            | середня спеціальна | позапартійний          | Ризинський РБК, директор                                               |
| 6        | Томащук Світлана Володимирівна | 05.11.2010            | середня спеціальна | позапартійна           | СТОВ ім. Гришка, обліковець                                            |
| 7        | Яловенко Ніна Петрівна         | 05.11.2010            | середня спеціальна | позапартійна           | Ризинська сільська рада, касир                                         |
| 8        | Загородній Віктор Олексійович  | 05.11.2010            | середня спеціальна | позапартійний          | СТОВ ім. Гришка, технік механік                                        |
| 9        | Бабієнко Галина Олександрівна  | 05.11.2010            | середня спеціальна | позапартійна           | Ризинська сільська рада, головний бухгалтер                            |
| 10       | Федорчук Валерій Олексійович   | 05.11.2010            | вища               | позапартійний          | СТОВ ім. Гришка, директор                                              |
| 11       | Денисенко Наталія Петрівна     | 05.11.2010            | вища               | позапартійна           | СТОВ ім. Гришка, заступник                                             |
| 12       | Іванов Микола Павлович         | 05.11.2010            | середня спеціальна | позапартійний          | тимчасово не працює                                                    |